# سد لصاد
سد لصاد، هو سد في المملكة العربية السعودية افتتح عام 1987 ويقع في منطقة الرياض.